# Melanichneumon designatorius
Melanichneumon designatorius là một loài tò vò trong họ Ichneumonidae.